# 吉香公園
34°10′11.8″N 132°10′32.2″E / 34.169944°N 132.175611°E
吉香公園（日语：／ Kikkō Kōen）是日本山口县岩國市的一座都市公园。吉香公园位于岩國城下，东南侧以錦帶橋与錦川对岸的岩国市区联结。公园的历史可追溯至1885年吉香神社新址周围的庭园。1968年，随着山口县立岩国高等学校的搬迁，其大部分旧址与吉香神社周边被整修为如今的吉香公园。吉香公园以赏樱名所而闻名，其于1990年与锦带桥一同入选日本櫻名所100選。公园内现有包括吉香神社在内的多间神社和数间博物馆，岩國城纜車的山麓站亦设于园内。

## 历史

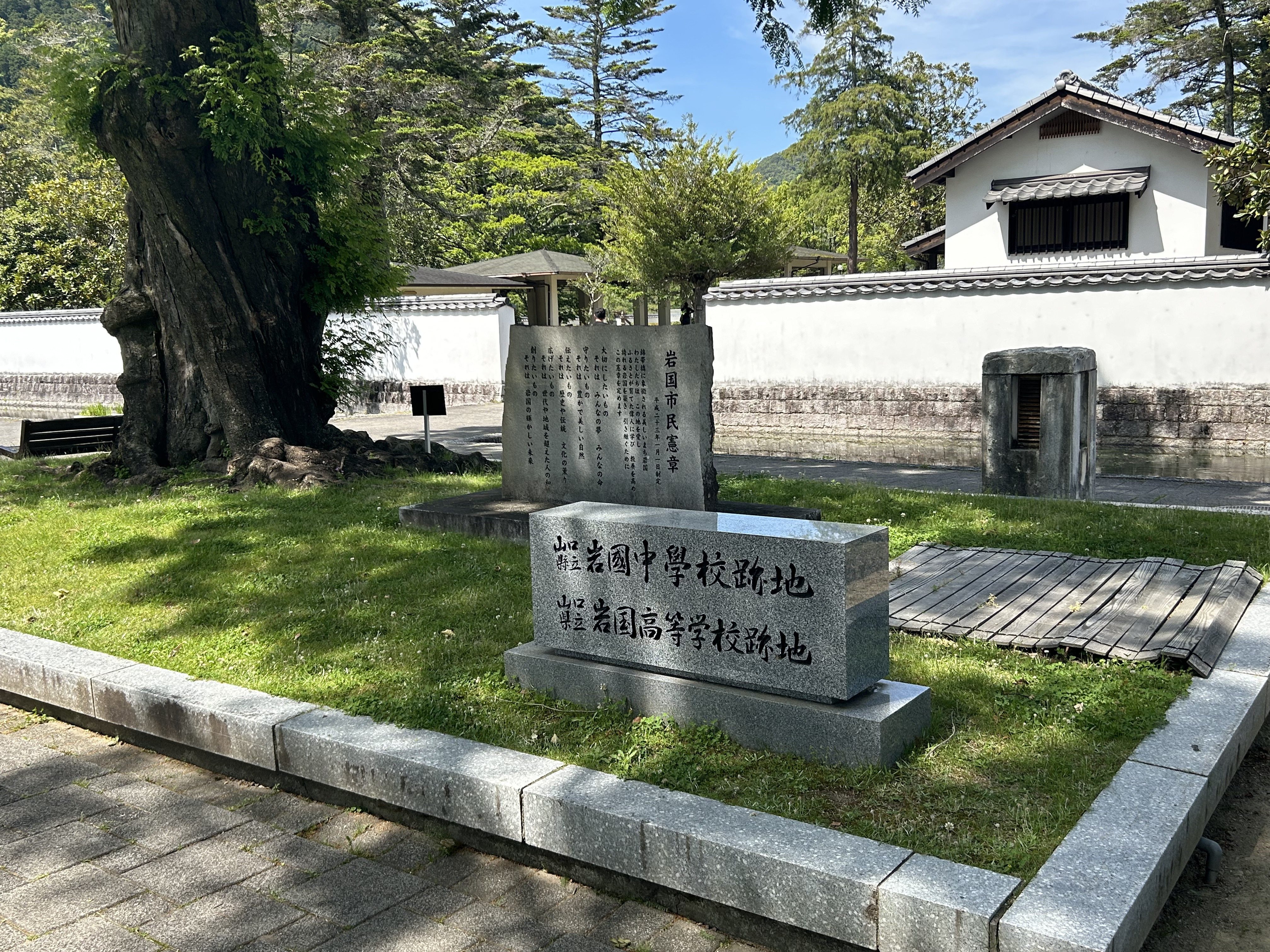
岩国高等学校的旧址碑，其于1968年搬离原址

1871年，日本廢藩置縣后，旧岩國藩的藩主吉川氏搬迁至东京。其阵屋随着搬迁而被废弃，但包括石桥和喷水池在内的设施等得到了整修，并在附近种植了樱花树。1880年，山口县立岩国高等学校在吉香公园的现址设立。5年后，吉川氏之神社吉香神社搬迁至学校附近，同时将周围土地整修成庭园，并将旧吉川氏居馆改造为悬挂绘马用的锦云阁，还将吉川氏从东京送回的染井吉野櫻150株植于园内。岩国高等女学校于1902年至1915年短暂搬迁至岩国高等学校内，公园内现存的「御大典記念武道場」便是以其校舍为基础改建。
1962年，岩國城开始重修天守，并设立缆车道连结山顶。岩国市以此为契机大规模整合修城下的公园，并将1968年岩国高等学校搬迁后的土地纳入，形成了如今的吉香公园范围。1990年，吉香公园与锦带桥被一同选入日本櫻名所100選，后又凭借其与吉川氏的历史背景于2006年入选日本歴史公園100選。

## 设施

### 神社
吉香公园之名源于园内之吉香神社，其始建于1728年，为岩国藩旧藩主吉川氏之神社，主要祭祀吉川氏先祖之一吉川興經。吉香神社于1885年搬迁至现址并保留了初建时的形制，并于2004年获指定为国家重要文化财。吉香神社附近有一株高达25米的槐树，为山口县内最大，其于1979年获指定为山口县之天然纪念物。公园内另有由吉川氏会馆改建的神社「褒忠社」与白山比咩神社之分社，岩国城山之登山道入口位于白山比咩神社之内。

### 史迹与博物馆

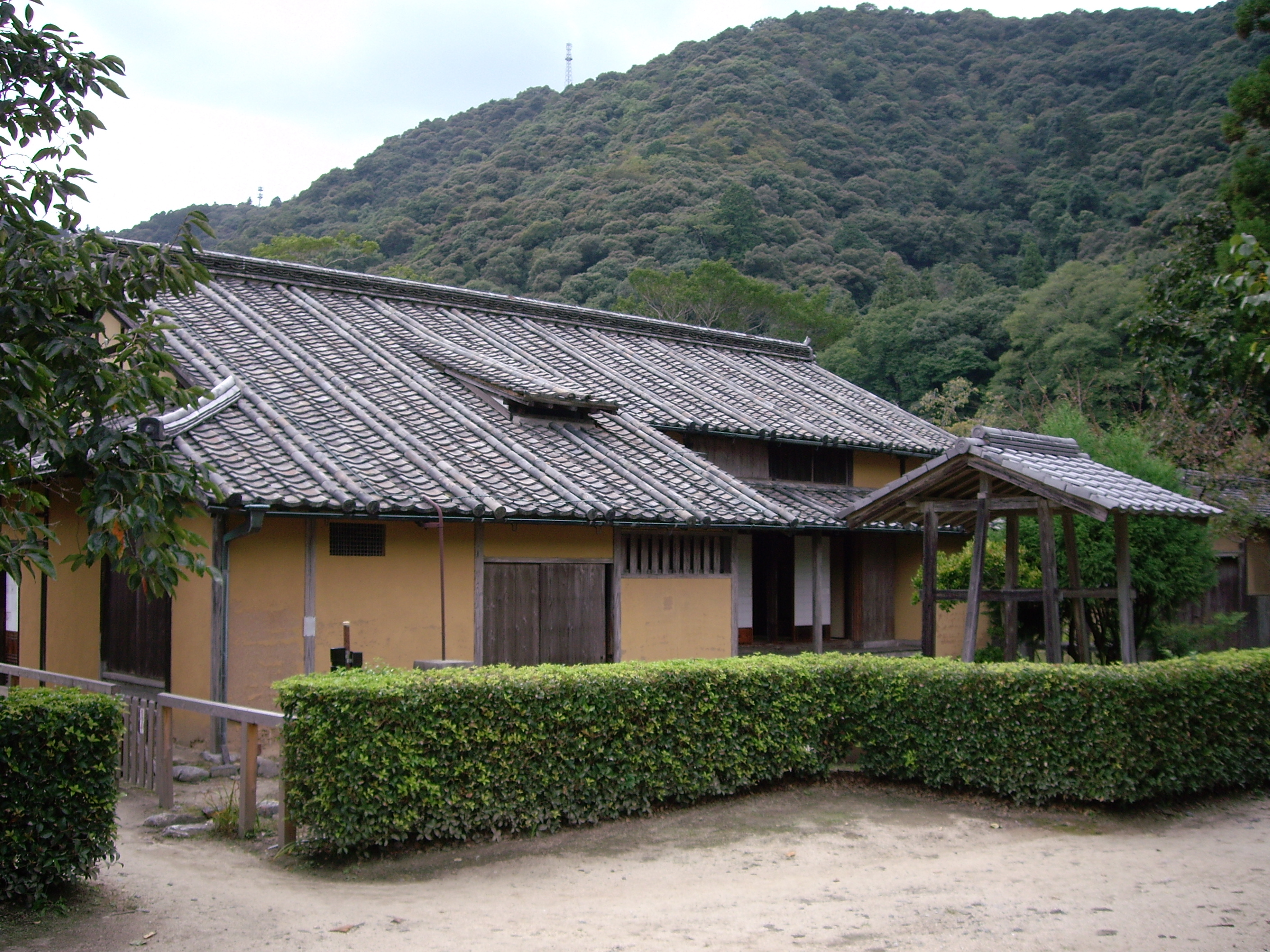
目加田家住宅

锦云阁位于吉香神社的護城河内侧，前身为吉川氏之居馆，后在1885年被改造为仿造旧时悬挂绘马的楼阁。目加田家住宅是园内另一处古代住宅，过去为一中层武士所有，已有超过250年历史并保留了当时的武士住宅及岩国一带的建筑特征，并因此于1974年获选为国家重要文化财。岩国征古馆建于1945年，由于二战时日本建筑材料而采取用竹替代钢筋的建筑模式。馆内藏有吉川家之文书及资料、当地的美术工艺品，以及在1950年受台风凯西亚影响冲毁的旧锦带桥栏杆和复原模型。

### 园景区
吉香公园内有两个较大的花园，分别为位于吉香神社内的城山花菖蒲園和吉川史料馆前的吉香花菖蒲園，两个花园内共种植有140钟，计11万株的各式花卉，这其中又以鸢尾花和绣球花最为著名。花园中花卉的花期大致从每年的五月底开始，六月初为最佳时期。每年三月底至四月初是吉香公园赏樱的最佳时间，锦带桥周边和园内将近1,500株的樱花将在这一时间内盛开。另外，每年的二月和十一月在园区的红叶谷公园能欣赏到梅花和红叶的景色。

## 交通与周边
游客可乘山陽新幹線前往新岩國站，或是乘搭山陽本線或岩德線前往岩國站，后换乘岩国市营巴士直达錦帶橋，之后步行通过锦带桥或绕行锦城桥进入公园。除了一同游览锦带桥外，游客亦可乘搭吉香公园内的岩國城纜車或自行从白山比咩神社登山前往岩國城。